# Kobyłki Duże
Kobyłki Duże is een plaats in het Poolse district  Piotrkowski, woiwodschap Łódź. De plaats maakt deel uit van de gemeente Grabica en telt 100 inwoners.